# OSNADO

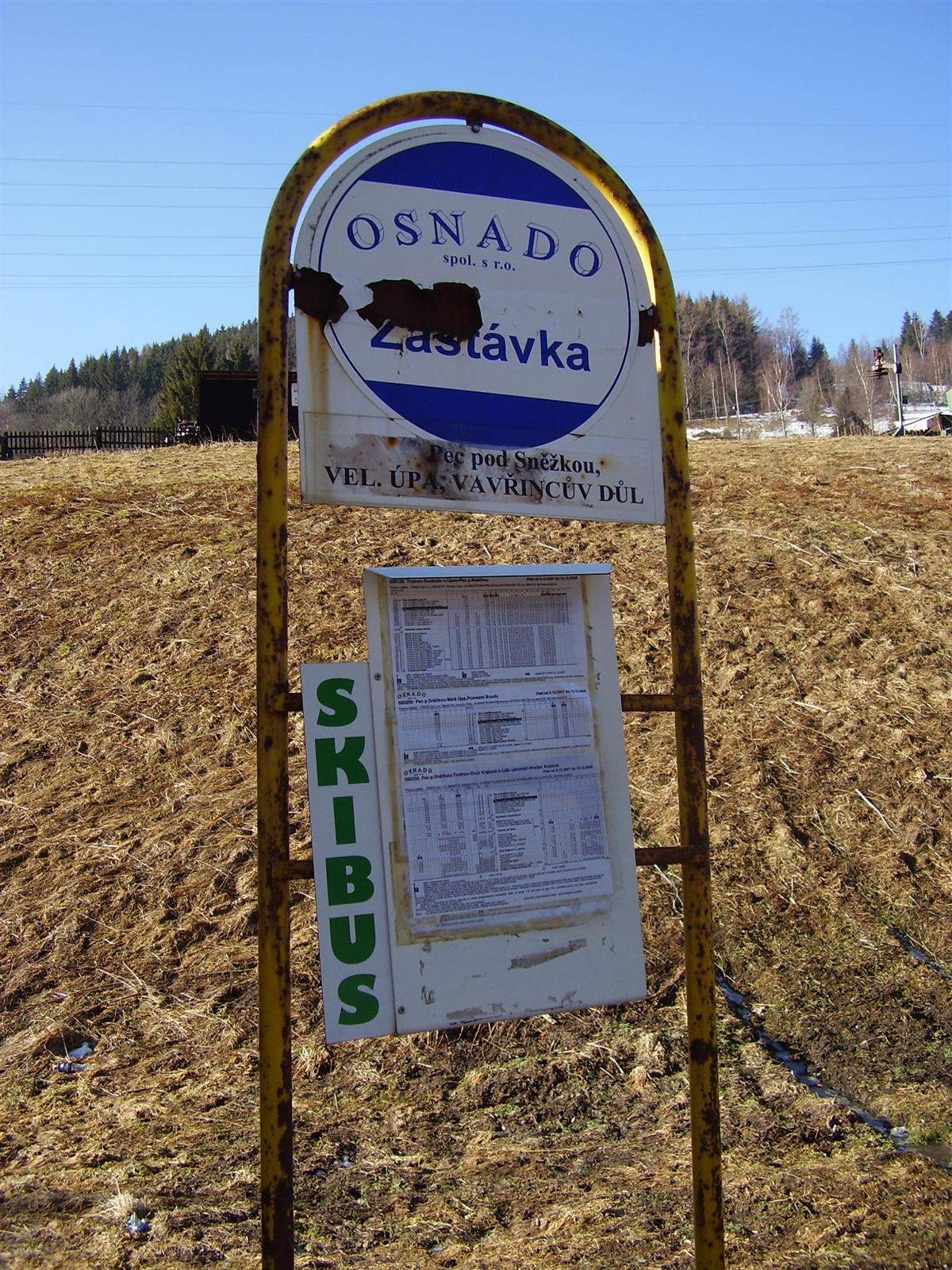
Autobusová zastávka společnosti Osnado – Pec pod Sněžkou, Velká Úpa, Vavříncův důl

OSNADO spol. s r.o. byl český autobusový dopravce působící v Podkrkonoší. Provozoval městskou, příměstskou i dálkovou dopravu. Sídlil ve Svobodě nad Úpou, provozovny měl ve městech Svoboda nad Úpou (odloučená pracoviště Trutnov, Úpice a Stará Paka) a Hostinné (s odloučeným pracovištěm Dvůr Králové nad Labem).
Název společnosti vznikl ze sloganu OSobní a NAkladní DOprava.
K 23. listopadu 2007 má společnost Osnado podle tiskové zprávy 106 autobusů a 172 zaměstnanců, ředitelem je Martin Bělovský.
K 1. červnu 2017 společnost zanikla sloučením do společnosti Arriva Východní Čechy a.s.

## Historie
Společnost OSNADO s. r. o. byla založena v roce 1991 jako malá dopravní a spediční firma s jedním autobusem a dvěma nákladními auty. 
Teprve následně se zapojila do transformace (privatizace) státního podniku ČSAD Hradec Králové zakoupením jeho částí. K 1. červenci 1994 získala OSNADO formou přímého prodeje provozovnu s. p. ČSAD Hradec Králové ve Staré Pace. K 1. červenci 1997 získala po prvenství ve veřejné obchodní soutěži Závod osobní dopravy Trutnov. Od 1. dubna 2006 se společnost přestala věnovat nákladní dopravě, souběžně přesídlila z Trutnova do Svobody nad Úpou.
Od založení v roce 1991 společníky byli rovnými podíly Bohumil Kužel, Věroslav Sucharda a Miroslav Pyšný, všichni z Nové Paky. K 28. prosinci 1993 je zapsáno, že společnost převzali Václav Klapka a Josef Voltr z Jičína a Milan Labašta z Hořic v Podkrkonoší, v dubnu 1994 mezi společníky přibyli Věroslav Sucharda a Martin Bělovský, poté docházelo k dalším změnám podílů mezi těmito osobami. 23. listopadu 2007 firmu OSNADO zakoupila prostřednictvím mateřské společnosti ARRIVA holding Česká republika s.r.o. původem britská dopravní skupina Arriva, kterou v roce 2010 získaly do vlastnictví Deutsche Bahn.

## Provozovaná doprava

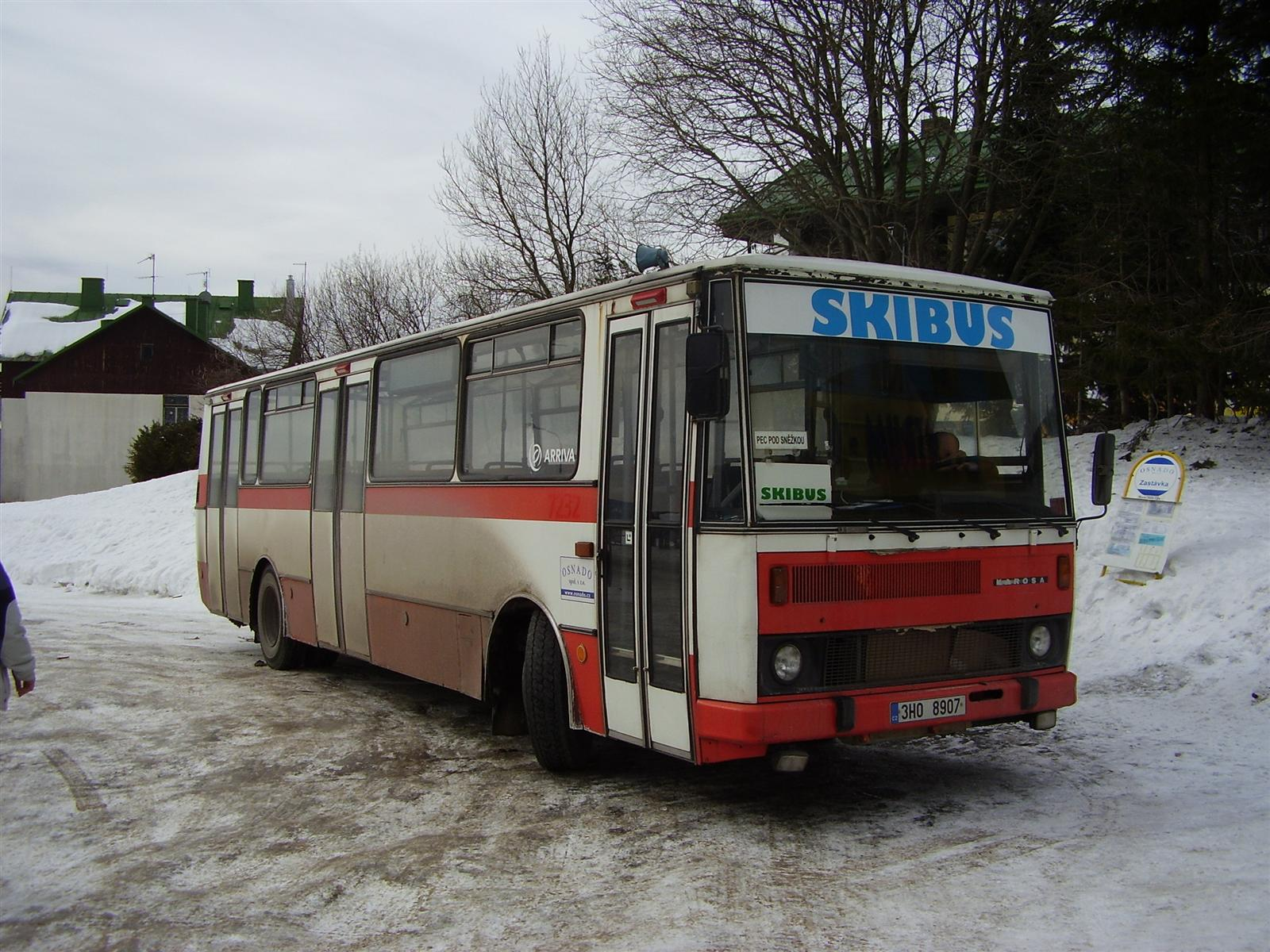
Autobus společnosti Osnado provozovaný jako skibus

Městskou autobusovou dopravu provozuje společnost v Trutnově (linky 1, 2, 3, 4, 5, 6, 8, licenčními čísly 695211 až 695218) a ve Dvoře Králové nad Labem (linky 1 až 4, licenčními čísly 695411 až 695414).
Provozuje asi 60 regionálních a meziměstských linek včetně jedné mezinárodní linky na Slovensko. Místní dopravu zajišťuje například v okolí měst Trutnov, Svoboda nad Úpou, Hořice, Nová Paka, Pecka, Jičín, Pec pod Sněžkou, Vrchlabí, Úpice, Hostinné, dálkové linky spojují Krkonoše a Podkrkonoší s jinými oblastmi. Východní část obsluhované oblasti (Úpice, Česká Skalice, Červený Kostelec) spadá do integrovaného systému IREDO.
Je největším partnerem Královéhradeckého kraje v zajišťování autobusové dopravní obslužnosti, závazky má též od Libereckého kraje. Vydává regionální jízdní řády pro Trutnovsko, Vrchlabsko a Královédvorsko. Provozuje také několik skibusových a cyklobusových linek. Zájezdovou dopravu nabízí zejména pro relaci Praha – Krkonoše.
Umožňuje cestujícím platby čipovými kartami. V Trutnově a v Peci pod Sněžkou provozuje informační kanceláře s prodejem místenek v rámci systému AMS.

## Krize v roce 2009
Dne 17. července 2009 vytvořili čtyři dopravci (OSNADO spol. s r. o. ČSAD Semily a. s., Veolia Transport Východní Čechy a. s., Orlobus a. s.) „Sdružení dopravců Královéhradeckého kraje“, jehož deklarovaným cílem bylo bránit se způsobu, jakým kraj a organizace OREDO chtěly od 1. září 2009 rozšiřovat integrovaný systém IREDO a optimalizovat autobusovou dopravu v kraji. Po ostrých konfrontačních prohlášeních z obou stran 28. července 2009 hejtman Lubomír Franc oznámil, že optimalizace a integrace se odkládá na termín 13. prosince 2009. 31. srpna 2009 kraj společnosti OSNADO bez zdůvodnění oznámil a pro MF Dnes ústy svého mluvčího potvrdil, že snížil svou objednávku výkonů od společnosti OSNADO asi o 20 % a výkony na těchto linkách si objednal u tří jiných dopravců, a to od 1. září 2009 na jedné lince (Dvůr Králové nad Labem – Náchod) s náhradním dopravcem ČSAD Ústí nad Orlicí (bylo realizováno), a od 1. října 2009 na celkem 6 linkách s předpokládanými náhradními dopravci Trutnovská autobusová doprava a P-Transport (ačkoliv bylo deklarováno, nebylo realizováno[zdroj?]). 31. srpna 2009 vydalo OSNADO tiskovou zprávu, v níž proti snížení objednávky protestovalo a prohlásilo, že na linky má platné licence a jízdní řády a bude na nich tedy jezdit i nadále, ač to znamená zdvojení spojů. 1. září 2009 bylo oznámeno, že ČSAD Semily a. s. vystoupila ze Sdružení dopravců Královéhradeckého kraje a rozhodla se dále jednat samostatně, 3. září 2009 oznámili vystoupení ze sdružení a jeho zánik i zbylí tři členové.
Ke změně jízdního řádu od 13. prosince 2009 Královéhradecký kraj snížil rozsah dopravy objednané u OSNADO o 37 % a tyto výkony z ekonomických důvodů bez výběrového řízení převedl na dopravce P-transport Broumov, Trutnovská autobusová doprava, ČSAD Ústí nad Orlicí a ČSAD Semily. Dopravce oznámil, že omezí dopravu v souladu s omezením objednávky.

## Vozový park
Z celkového počtu asi 110 autobusů je asi 70 v linkovém provedení, 20 dálkových, 15 městských a 5 zájezdových. Převažují autobusy Karosa (Irisbus, Iveco Czech Republic), v menší míře jsou zastoupeny vozidla zn. SOR, Mercedes-Benz (vč. minibusů) a postupně přibývají vozidla Ekobus na zemní plyn (v roce 2007 již 7 kusů).